# مایک بارکر (کارگردان)
مایک بارکر (انگلیسی: Mike Barker؛ زادهٔ ۲۹ نوامبر ۱۹۶۵)  کارگردان فیلم و کارگردان تلویزیونی اهل بریتانیا است.
از فیلم‌ها یا مجموعه‌های تلویزیونی که وی در آن‌ها نقش داشته‌است، می‌توان به برای کشتن یک پادشاه، سرگذشت ندیمه، فارگو، غریبه، شاهد خاموش و یک زن خوب اشاره نمود.